# Walter Bernhardt (Historiker)
Walter Bernhardt (* 13. Dezember 1936 in Bački Brestovac) ist ein deutscher Historiker und Archivar.
Nach einem Studium der Geschichts- und Politikwissenschaft an der Universität Kiel wurde er mit einer Arbeit über Die deutsche Aufrüstung 1934–1939 bei Michael Freund promoviert. Er war von 1977 bis 2001 Leiter des Stadtarchivs Esslingen. Er war Mitglied und zeitweise Geschäftsführer des Südwestdeutschen Arbeitskreises für Stadtgeschichtsforschung.
Er forschte zur württembergischen Landes- und zur Esslinger Stadtgeschichte.

## Schriften (Auswahl)
Bücher
- Die deutsche Aufrüstung 1934–1939. Militärische und politische Konzeptionen und ihre Einschätzung durch die Alliierten. Mit einem Vorwort von Michael Freund. Bernard u. Graefe, Frankfurt a. M. 1969 (zugleich: Kiel, Phil. F., Diss. v. 19. Juni 1968).
- Die Zentralbehörden des Herzogtums Württemberg und ihre Beamten 1520–1629 (= Veröffentlichungen der Kommission für geschichtliche Landeskunde in Baden-Württemberg. Reihe B: Forschungen. Band 70). Kohlhammer, Stuttgart 1972.

Ausstellungskataloge
- Esslingen und Württemberg. Ausstellung des Stadtarchivs Esslingen vom 12. Dezember 1980 – 15. Februar 1981 im Schwörhaus am Marktplatz, Stadtarchiv, Esslingen 1980.
- Acht Jahrhunderte Stadtgeschichte. Vergangenheit und Gegenwart im Spiegel der Kommunalarchive in Baden-Württemberg. Katalog zur Ausstellung der Arbeitsgemeinschaft Kommunalarchivare im Städtetag Baden-Württemberg, 1.–30. Oktober 1981 im Landespavillon Stuttgart, Thorbecke, Sigmaringen 1981.
- mit Hans Köpf: Die Pfleghöfe in Esslingen. Ausstellung des Stadtarchivs Esslingen vom 17. Dezember 1982 bis 6. Februar 1983 im Schwörhaus am Marktplatz, Stadtarchiv, Esslingen 1982.
- Das Esslinger Dominikanerkloster. Die Esslinger Katholiken von der Einführung der Reformation bis zur Wiedereinweihung der ehemaligen Dominikanerkirche Sankt Paul. Ausstellung des Stadtarchivs Esslingen zum 125jährigen Jubiläum der Wiedereinweihung von Sankt Paul vom 24. August bis 3. Sept. 1989, Stadtarchiv, Esslingen 1989.

Herausgeberschaften
- Michael Freund: Die Politik der Freiheit. Gesammelte Aufsätze zur Wissenschaft und Geschichte der Politik. Schünemann, Bremen 1970, ISBN 3-7961-4270-2.
- Michael Freund: Propheten der Revolution. Biographische Essays und Skizzen. Schünemann, Bremen 1970, ISBN 3-7961-3016-X.
- Führung in der Politik. Festgabe für Michael Freund zum 70. Geburtstag am 18. Januar 1972 von seinen Schülern. Kieler Druckerei, Kiel 1972.
- mit Rudolf Seigel: Bibliographie der Hohenzollerischen Geschichte (= Zeitschrift für hohenzollerische Geschichte. Bd. 10/11, 1974/75). Thorbecke, Sigmaringen 1975.
- mit Ulrich Matthée: Visio Germaniae. Einklang der Gegensätze. Schünemann, Bremen 1978, ISBN 3-7961-1703-1.
- Acht Jahrhunderte Stadtgeschichte. Vergangenheit und Gegenwart im Spiegel der Kommunalarchive in Baden-Württemberg. Thorbecke, Sigmaringen 1982.
- Nation und Nationalität im Selbstverständnis der Deutschen. Symposium aus Anlaß des 80-jährigen Geburtstags von Michael Freund am 18. Januar 1982. Institut für Politische Wissenschaft der Christian-Albrechts-Universität, Kiel 1982.